# Hemipeplus microphthalmus
Hemipeplus microphthalmus là một loài bọ cánh cứng trong họ Mycteridae. Loài này được Schwarz miêu tả khoa học năm 1878.